# آلوئه (هوئسکا)
آلوئه (به اسپانیایی: Allué) یک منطقهٔ مسکونی در اسپانیا است که در Sabiñánigo واقع شده‌است. آلوئه ۷ نفر جمعیت دارد و ۸۶۰ متر بالاتر از سطح دریا واقع شده‌است.